# Peekskill
Peekskill é uma cidade localizada no estado norte-americano de Nova Iorque, no Condado de Westchester.
A sua área é de 14.2 km², sua população é de 23.583 habitantes, e sua densidade populacional é de 2,003.8 hab/km² (segundo o Censo dos Estados Unidos de 2010).

## Cidadãos ilustres
- Mel Gibson (1956), ator, diretor, produtor e roteirista
- Stanley Tucci (1960), ator, diretor, produtor e roteirista.
- Elton Brand (1979), jogador de basquetebol.
- George Pataki (1945), Ex-governador de Nova Iorque.